# Vastefasesynthese
Vastefasesynthese is een synthesemethode waarbij moleculen worden gebonden op een vaste stof, doorgaans polymeerkorreltjes (typisch polystyreen) met reactieve functionele groepen op het oppervlak. Deze methode staat in contrast met de gangbare chemische syntheses, die meestal in een oplossing verlopen. Vastefasesynthese heeft het grote voordeel dat de overmaat (niet-gereageerde) reactanten eenvoudig kan worden verwijderd door filtratie. Het nadeel van de methode is dat niet alle reagentia even snel of gemakkelijk reageren op zo'n vaste fase.

## Toepassing
Vastefasesynthese wordt doorgaans gebruikt in de organische en bio-organische chemie, bijvoorbeeld bij de synthese van peptiden en DNA. Daarbij speelt het gebruik van beschermende groepen een prominente rol. Het is namelijk zo dat in iedere reactiestap slechts 2 functionele groepen met elkaar mogen reageren, omdat anders de kans op mengsels van reactieproducten ontstaat. Daarom worden alle functionele groepen die niet mogen reageren afgeschermd. Soms wordt hiervan afgeweken en worden bewust mengsels gevormd. Dit vormt het onderwerp van de combinatoriële chemie. Dergelijke syntheses worden betiteld als divergente syntheses.

## Methode
De basismethode van vastefasesynthese bestaat erin om de polymeerkorrels toe te voegen aan een oplossing van het reagens. Na de reactie wordt de oplossing verwijderd middels filtratie en worden de korrels gewassen. De eventuele aanwezige beschermende groep wordt vervolgens verwijderd en een volgende reactie kan worden gestart. Dit proces kan ook worden geautomatiseerd. Na afloop van alle reacties wordt de binding tussen de polymeerkorrel en het gesynthetiseerde eindproduct verbroken.
Onderstaande figuur toont schematisch het verloop van een vastefasesynthese. Daarbij wordt in de eerste reactie een reagens X-R gekoppeld, maar de R-groep wordt daarbij eerst beschermd met een P-groep. De tweede reactie verloopt gelijkaardig.